# 천사 찬송하기를

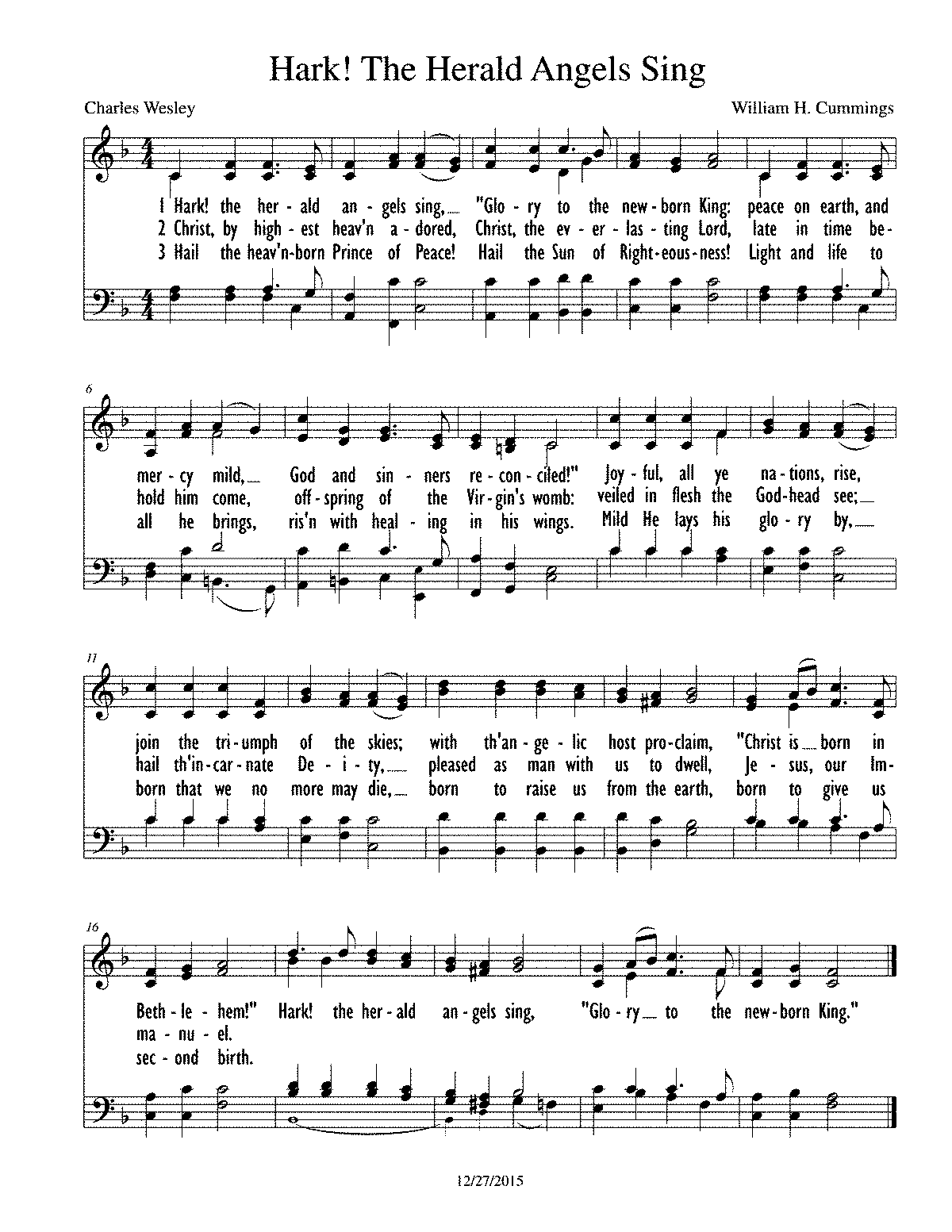

천사 찬송하기를(Hark! The Herald Angels Sing)은 1739년 힘스 앤드 새크리드 포엠스(Hymns and Sacred Poems) 컬렉션에 처음 등장한 영국 크리스마스 캐롤이다. 누가복음 2장 14절에 근거한 캐롤은 하나님을 찬양하는 천사의 합창에 대해 이야기한다. 현대에 알려진 바와 같이 감리교의 창립 목사인 찰스 웨슬리와 조지 화이트필드의 서정적 공헌과 펠릭스 멘델스존의 칸타타 축송의 "Vaterland, in deinen Gauen"을 각색한 음악이 특징이다.
원래 버전을 "성탄절을 위한 찬송가"(Hymn for Christmas-Day)로 썼던 웨슬리는 그의 가사에 대해 느리고 엄숙한 음악을 요청하고 받았지만 그 이후로 대부분 폐기되었다. 게다가 웨슬리의 원래 오프닝 커플릿(couplet)은 "Hark! how all the welkin rings / Glory to the King of Kings"이다. 화이트필드는 오프닝 커플릿을 오늘날의 친숙한 가사로 변경했다. "Hark! The Herald Angels sing, / 'Glory to the new-born King'. 찬송가와 성시가 출판된 지 100년 후인 1840년에 멘델스존은 요하네스 구텐베르크의 활자 발명을 기념하기 위해 칸타타를 작곡했다.